# Rudolf Mang
Rudolf Mang (Bellenberg, 1950. június 17. – Bellenberg, 2018. március 12.) olimpiai ezüstérmes német súlyemelő.

## Pályafutása
Szupernehézsúlyban versenyzett (110+ kg). Az 1972-es müncheni olimpián ezüstérmet szerzett. Egy világbajnoki ezüst- és két Európa-bajnoki ezüst- illetve egy bronzérmet nyert pályafutása során.

## Sikerei, díjai
- Olimpiai játékok
  - ezüstérmes: 1972, München (+ 110 kg)
- Világbajnokság (+ 110 kg)
  - ezüstérmes: 1973, Havanna
- Európa-bajnokság (+ 110 kg)
  - ezüstérmes: 1972, Konstanca
  - bronzérmes: 1971, Szófia, 1973, Madrid